# Thorsten Grahnberg
Thorsten Johan Åke Grahnberg, född den 10 december 1898 i Landskrona, död den 25 juli 1971 i Höganäs, var en svensk militär. Han var  bror till Åke Grahnberg.
Grahnberg avlade studentexamen 1918, reservofficersexamen 1920 och officersexamen 1922. Han blev underlöjtnant i Norra skånska infanteriregementet 1922, löjtnant där 1925 och kapten där 1936. Grahnberg genomgick Krigshögskolan 1926–1928, Infanteriets skjutskola 1930 och Artilleriskjutskolan 1944. Han befordrades till major vid sitt regemente 1942, vid Hallands regemente 1942, överstelöjtnant där 1945, vid Svea livgarde 1945 och vid Norra skånska infanteriregementet 1947. Grahnberg fick avsked 1954. Han blev riddare av Svärdsorden 1942.